# .mn
.mn – domena internetowa przypisana od roku 1995 do Mongolii i administrowana przez firmę Datacom Co. Ltd.

## Domeny drugiego poziomu
- gov.mn - instytucje rządowe
- edu.mn - instytucje edukacyjne
- org.mn - organizacji non-profit